# Aztlan

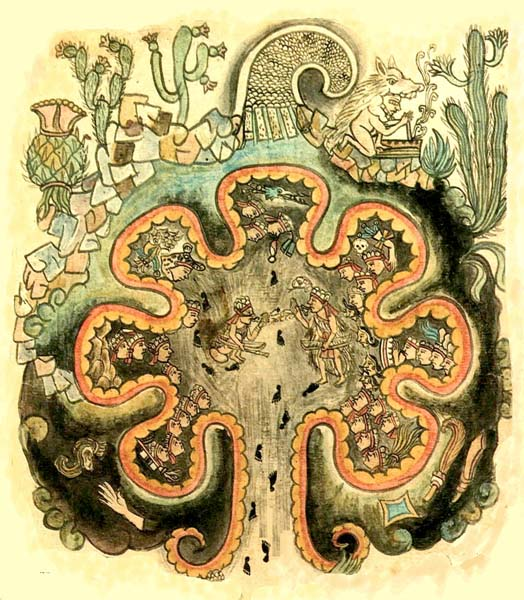
De zeven grotten van Chicomoztoc, afbeelding komt uit de Historia Tolteca-Chichimeca

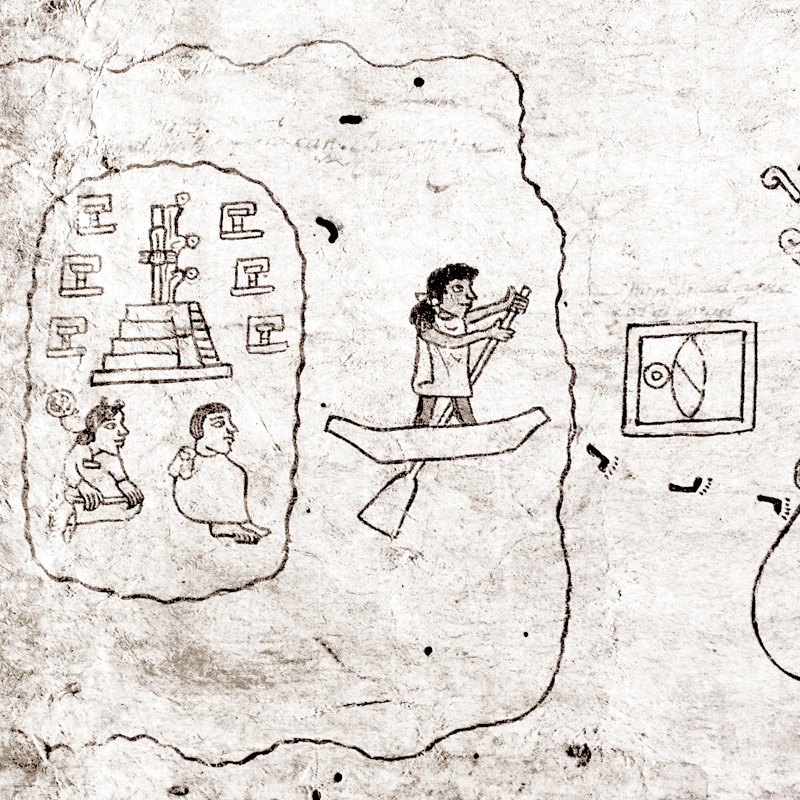
Afbeelding van het vertrek van het eiland Aztlan in de Boturini Codex. Ook in de Aubin Codex en Azcatitlan Codex wordt Aztlan als een eiland weergegeven, met een tempel

Aztlán (Spaanse uitspraak asˈtlan), komt van het Nahuatl Aztlān (uitspraak ˈast͡ɬaːn) en is de legendarische woonplaats van de voorouders van de Nahua, een van de belangrijke culturele groepen in Meso-Amerika. 
Mogelijke vertalingen zijn "plaats van de witte vogels", "plaats van de reigers", "Witheid", "plaats van het brandende water" of "plaats van de oorsprong". Aztlan wordt uitgebeeld als een eiland, omgeven door water.
Zowel de Boturini Codex als Azcatitlan Codex beelden de glyphe voor Aztlan uit boven een tempel op het eiland. Bovendien laat de Azcatitlan codex een grote berg zien in het noorden van het eiland met nederzettingen. De groep Azteken vertrok in het jaar '1 Vuursteen' naar Colhuacan. Vanaf Colhuacan vergezelden hen acht calpulli die uit een grot in Quinehuayan kwamen. Zij waren de Huexotzinca, Chalca, Xochimilca, Cuitlahuaca, Malinalca, Chichimeca, Tepaneca en Matlatzinca. De Chichimeken noemden overigens hun mythische land van oorsprong Chichiman (land van melk) en de Tepaneken kwamen van hun mythische stad Tepanohuayan (het voorbijgaan). Later namen de Azteken in Coatlicamac afscheid van de andere calpulli op aandringen van hun god Huitzilopochtli en 'transformeerden' zich tot 'Mexica'. 
In de Codex Boturini zitten een man en een vrouw, met de naam Chimalma, als het oorspronkelijk koppel, op het eiland onder een tempel en zes huizen, wat er op wijst dat Aztlan een bewoonde plaats was. De huizen vertegenwoordigen de verschillende calpulli ('wijken'), die gingen emigreren.   
In het Nahuatl wordt Aztlan zonder accent geschreven, in het Spaans mét accent. Dit accent geeft de klemtoon aan. In het Nahuatl ligt de klemtoon van elk woord op de eerste lettergreep. Zoals wel meer leenwoorden uit het Nahuatl is de klemtoon dus verplaatst naar de laatste lettergreep.
"Azteca" is het Nahuatl woord voor "mensen uit Aztlan" of 'volk van witheid', aangezien volgens Diego Durán het eiland Aztlan ook 'Witheid' of 'Plaats van de Reigers' kon betekenen. 

## Etymologie
De betekenis van het woord Aztlan is onzeker. De een suggereert dat de betekenis is "plaats van zilverreigers" — de verklaring komt uit de Crónica Mexicáyotl — maar dit is niet mogelijk onder Nahuatl morfologie: "plaats van zilverreigers" zou dan zijn Aztatlan. Andere voorstellen waren: "plaatst van bleekheid" en "Bij de plaats in de nabijheid van hulpmiddelen".
Volgens de Duitse onderzoeker Eduard Seler in het begin van de 20e eeuw, betekende het plaatsteken dat uit een riet en een stroom water bestond, de gecombineerde weergave van water (atl) en riet (aztapilli). Daar zou de naam Aztlan uit voortkomen. Michel Graulich ging daarin mee, aangezien az of azta ook met 'witheid' in verband staat. In de Codex Mexicanus is een zeer gedetailleerde uitbeelding van Aztlan, als een eiland omgeven door water, met riet en water. De migratiegeschiedenis begint er met een grote groep figuren, dat op het punt staat op pad te gaan vanaf lang riet (aztapilli) aan water (atl) met tanden (tlantli), die riet en water verbinden.
Aztlán (asˈtlan) is de Spaanse spelling en uitspraak voor Nahuatl Aztlān (ˈas.t͡ɬaːn). De spelling Aztlán en zijn gelijkende klemtoon op de laatste lettergreep kan niet Nahuatl zijn, want die klemtoon zit altijd op de voorlaatste lettergreep. Het accent op de tweede a die in het Spaans is toegevoegd (markeert de klemtoon van paroxytonon naar oxytonon), is typisch is voor Nahuatl woorden die geleend zijn naar het Mexicaanse Spaans.

## Belangrijke bronnen
De belangrijke bronnen voor Aztlán zijn de Boturini Codex, de Codex Telleriano-Remensis, en de Aubin Codex. Aztlán wordt ook genoemd in de History of Tlaxcala (een codex van Diego Muñoz Camargo, een Tlaxcalan mesties uit de 17e eeuw, alsook in de Historia Tolteca-Chichimeca.
Aztlan komt picturaal en prominent voor in de Boturini Codex, Azcatitlan Codex, Aubin Codex, Mexicanus Codex en Mapa Sigüenza.

## Legende
Nahuatl-legenden verhalen van de zeven stammen in Chicomoztoc, of "de plaats van de zeven grotten." Elke grot vertegenwoordigde een andere Nahua stam: de Xochimilca, Tlahuica, Acolhua, Tlaxcalan, Tepaneken, Chalca, en Mexica. Vanwege een gemeenschappelijke taalkundige oorsprong werden deze stammen ook wel de "Nahuatlaca" (Nahua-mensen) genoemd. Deze stammen verlieten langzaamaan de grotten en vestigden zich "vlak bij" Aztlán, of Aztatlan.
De verschillende beschrijvingen van Aztlán zijn enigszins tegenstrijdig. Sommige legenden beschrijven Aztlán als een paradijs, de Aubin Codex zegt dat de Azteken onderdeel waren van een tirannieke elite genaamd de Azteca Chicomoztoca. Volgens de Azcatitlan Codex was er op het eiland Aztlan in het noorden een grote berg met nederzettingen. Geleid door hun priester vluchtten de Azteken en tijdens hun vlucht verbood hun god Huitzilopochtli dat zij zichzelf Azteca noemden en dat ze voortaan bekend zouden zijn als Mexica. Ironisch genoeg zouden geleerden uit de 19e eeuw, in het bijzonder William H. Prescott, hen weer de naam "Azteken" geven.
De rol van Aztlán is minder belangrijk voor de legendarische geschiedenis van de Azteken dan de menselijke migratie naar Tenochtitlán zelf. Volgens de legende begon de migratie naar het zuiden op 24 mei 1064; het eerste Azteekse zonnejaar begint op 24 mei, na de Krabnevel gebeurtenissen van mei tot juli 1054. Elk van de zeven groepen schijnt een belangrijke stadstaat opgericht te hebben in Centraal Mexico. Stadstaten die de reputatie hebben door de Azteken opgericht te zijn, waren:
- Tepaneca (nu Azcapotzalco, een delegación van Mexico-Stad), en
- Matlatzinca (wiens taal Otomanguean was en niet Uto-Azteeks).

De stadstaten werden gevormd gedurende de late post-klassieke periode van de Meso-Amerikaanse chronologie (ca. 1300–1521 CE).
Volgens Azteekse legenden waren de Mexica de laatsten die emigreerden. Toen ze bij het voorouderlijke moederland aankwamen, nu Dal van Mexico, was al het land al bezet en werden zij gedwongen om land in gebruik te nemen op de punt van het Texcocomeer.
Na de Spaanse verovering van het Azteekse Rijk, werd het verhaal van Aztlán belangrijker en werd door Frater Diego Durán in 1581 een en ander omschreven als een soort van Eden- een paradijs zonder ziekten en dood - dat bestond in het verre noorden. Deze verhalen zorgden ervoor dat Spaanse expedities reikten tot wat nu bekendstaat als de Amerikaanse staat Californië.

## Ligging van Aztlán
Het zou liggen op een eiland in een meer. Op het eiland vindt men grotten. De plaats is geïdentificeerd met de staat Zacatecas, met de Amerikaanse staat Colorado en met Utah. Volgens Alexander von Humboldt ligt Aztlan in Aztalan in Wisconsin. De Mexicaanse president José López Portillo zei te geloven dat Aztlan in Mexcaltitán in de staat Nayarit ligt. Deze theorie werd al snel door historici ontmaskerd als een politieke theorie, doch Nayarat manifesteert zichzelf sindsdien wel als de wieg van de Mexicaanse natie. De meeste historici nemen tegenwoordig aan dat Aztlan niet werkelijk bestaan heeft.

## Ander gebruik van de naam Aztlán
De naam Aztlán wordt tegenwoordig ook gebruikt door irredentistische politieke groeperingen van Mexicaanse hispanics uit de Verenigde Staten. Deze groepen willen de Mexicaanse gebieden die na de Texaanse Revolutie (1836), de Amerikaans-Mexicaanse Oorlog en het Verdrag van Guadalupe Hidalgo (1848) verloren zijn gegaan aan de VS weer bij Mexico voegen.

## Notities
1. 1 2  Andrews (2003, p.496)
2. ↑  Andrews (2003, pp. 496,616)